# Hans-Joachim Meisch

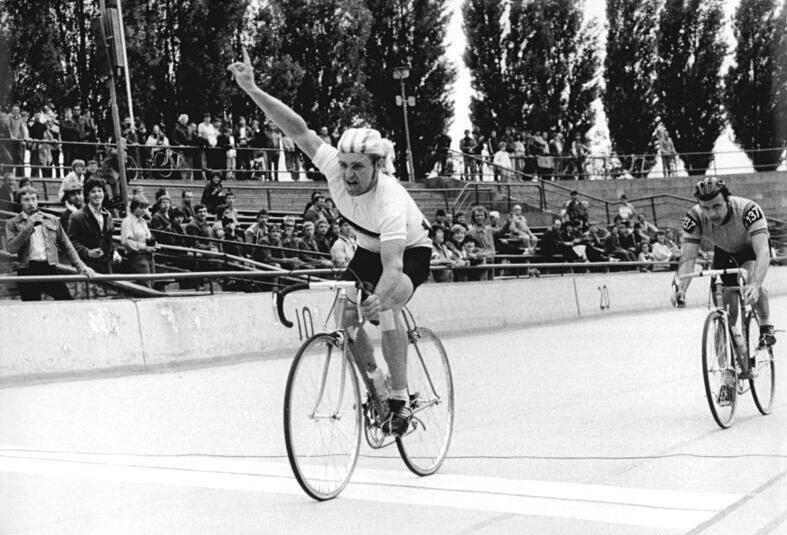
Bodo Straubel gewinnt Rund um Berlin 1984, Hans-Joachim Meisch geht als Zweiter über die Ziellinie, Zieleinlauf auf der Radrennbahn Weißensee

Hans-Joachim Meisch (* 8. Mai 1957) ist ein ehemaliger deutscher Radrennfahrer aus der DDR.

## Sportliche Laufbahn
Zum Radsport kam er 1968 durch einen Schulwettbewerb in Rudisleben. Kurz danach wurde er Mitglied der BSG Motor Rudisleben und trainierte dort unter der Anleitung von Klaus Koch.
Er wurde 1973 Mitglied der Radsportabteilung des SC Turbine Erfurt, wo er in der Jugendklasse sowohl Wettbewerbe im Bahnradsport als auch Straßenradrennen fuhr. Bei den UCI-Bahn-Weltmeisterschaften der Junioren 1975 gehörte er zum Team der DDR, beim Internationalen Olympia-Preis der DDR 1977 zur Mannschaft DDR I. 1976 kam er in der Bulgarien-Rundfahrt auf den 37. Platz. 1977 wurde er DDR-Meister im Einzelzeitfahren vor Bernd Drogan. Im Sommer 1977 hatte Meisch bei einem Wettkampf in Ungarn (Mecsek-Cup) seinen ersten Einsatz für die Nationalmannschaft der DDR. In der Bulgarien-Rundfahrt 1979 gewann er das Einzelzeitfahren. 1982 gewann er eine Etappe der Thüringen-Rundfahrt.

## Erfolge
- UCI-Bahn-Weltmeisterschaften der Junioren 1975 – Silber in der Mannschaftsverfolgung (gemeinsam mit Martin Härtelt, Jürgen Lippold und Gerald Mortag)
- DDR-Straßen-Radmeisterschaften 1976 – Platz 2 im Einzelzeitfahren und 3. im Mannschafts-/Teamzeitfahren über 100 Kilometer mit seinen Mannschafts- bzw. Teamgefährten Joachim Hentzgen, Peter Koch und Gottfried Preising
- DDR-Rundfahrt 1976 – Zweiter der 5. Etappe: Mittweida–Plauen, 123 km; Fünfter der 7. Etappe: Jena–Nordhausen, 165 km und bei der Wertung des besten Nachwuchsfahrers (Weißes Trikot); Sechster der 8. Etappe: Quer durch den Harz, 119 km (auch als Harzrundfahrt gewertet)
- DDR-Meister im Einzelzeitfahren 1977
- Internationaler Olympia-Preis der DDR 1977 – Gewinner (zusammen mit Bernd Drogan, Siegbert Schmeißer und Andreas Neuer)
- DDR-Rundfahrt 1977 – Fünfter der 1. Etappe: Einzelzeitfahren in Forst, 30 km; Sieger der 2. Etappe: Rund um den Kreis Forst, 180 km sowie der 9. Etappe: Einzelzeitfahren in Rostock, 12 km und in der Wertung der Nachwuchsfahrer (Weißes Trikot); Dritter der 6. Etappe: Perleberg–Neubrandenburg, 166 km; Vierter der 7. Etappe: Neubrandenburg–Schwerin, 153 km und der 8. Etappe: Schwerin–Rostock, 79 km; Siebenter in der Gesamtwertung
- DDR-Rundfahrt 1979 – Sechster der 5. Etappe: Einzelzeitfahren Obstfelderschmiede–Arnstadt, 38 km und Neunter in der Gesamtwertung
- DDR-Straßen-Radmeisterschaften 1980 – Platz 2 im Einzelzeitfahren
- Kuba-Rundfahrt 1980 – 2. Platz auf der 10. Etappe: Artemisa–Pinar del Río, 127 km
- DDR-Rundfahrt 1980 – Dritter der 4. Etappe: Rudolstadt–Bad Blankenburg, 105 km und der 7. Etappe: Bad Blankenburg–Rudolstadt, 189 km; Vierter der 5. Etappe: Schwarzburg–Neuhaus am Rennsteig, 32 km und in der Gesamtwertung; Siebenter in der Wertung der aktivsten Fahrer (Violettes Trikot) und der besten Bergfahrer (Grünes Trikot)
- DDR-Rundfahrt 1981 – Vierter der 1. Etappe: Rund um den Scharmützelsee, 145 km; Fünfter der 2. Etappe: Lübben–Zwickau, 206 km und Dritter der 5. Etappe: Zwickau–Neumark–Zwickau (Einzelzeitfahren), 22 km
- DDR-Rundfahrt 1982 – Fünfter beim Prolog: Erfurt, 2,3 km
- DDR-Bahn-Radmeisterschaften 1982 – Sechster auf der Winterbahn in der 4000-m-Mannschaftsverfolgung (gemeinsam mit Matthias Kittel, Mario Kummer und Detlef Macha) und auf der Sommerbahn im 50-km-Punktefahren
- Thüringen-Rundfahrt 1982 – Sieger der 3. Etappe
- Berlin–Angermünde–Berlin 1983 – Gewinner
- DDR-Meisterschaften im Bahnradsport 1983 – Zweiter auf der Sommerbahn in der 4000-m-Mannschaftsverfolgung (zusammen mit Detlef Macha, Uwe Trömer und Jörg Windorf)
- DDR-Rundfahrt 1984 – Zweiter beim Prolog: Forst, 7 km und Fünfter der 2. Etappe: Rund um Cottbus, 135 km
- Rund um Berlin 1984 – Zweiter